# Alberto Zumarán
Alberto Sáenz de Zumarán Ortiz de Taranco, más conocido públicamente como Alberto Zumarán (Montevideo, 10 de octubre de 1940-Ibidem., 4 de agosto de 2020) fue un político y abogado uruguayo del partido Nacional, candidato a la presidencia de la república en 1984 y 1989.

## Familia
Zumarán nació el 10 de octubre del año 1940 en Montevideo, Uruguay. Sus padres fueron José María Sáenz de Zumarán y Arocena y María Isabel Ortiz de Taranco García de Zúñiga, lo que le brindó vínculos familiares con varias personalidades políticas del país.
Su abuela paterna, Amalia, era hermana de Alejo y Matilde de Arocena Artagaveytía, abuelo paterno del expresidente Juan María Bordaberry y madre del periódista cofundador del diario El País Eduardo Rodríguez Larreta, respectivamente. 
Por el lado de su madre, fue nieto de Félix Ortíz de Taranco y Viñal -uno de los tres hermanos inmigrantes fundadores y dueños del Palacio Taranco- y Elisa García de Zúñiga Villegas -bisnieta de Juan Francisco García de Zúñiga, rico comerciante y terrateniente que luchó en la Guerra de Independencia Argentina y las Invasiones Inglesas-, y sobrina nieta de Tomás García de Zúñiga, participante de la Asamblea del Año XIII e integrante del Club del Barón afiliado a la causa luso-brasileña sobre la Banda Oriental tras su distanciamiento del ideario artiguista y la Liga Federal.
Casado con Angelita Aguerre Cat, tuvieron cinco hijos: Virginia, Magdalena, Adriana, Alejandro y Santiago.

## Carrera
Graduado como abogado en la Facultad de Derecho de la Universidad de la República, estuvo vinculado a las actividades agropecuarias, y a distintas entidades gremiales de ese sector. En los años 70 fue asistente del arzobispo de Montevideo, Monseñor Carlos Partelli.

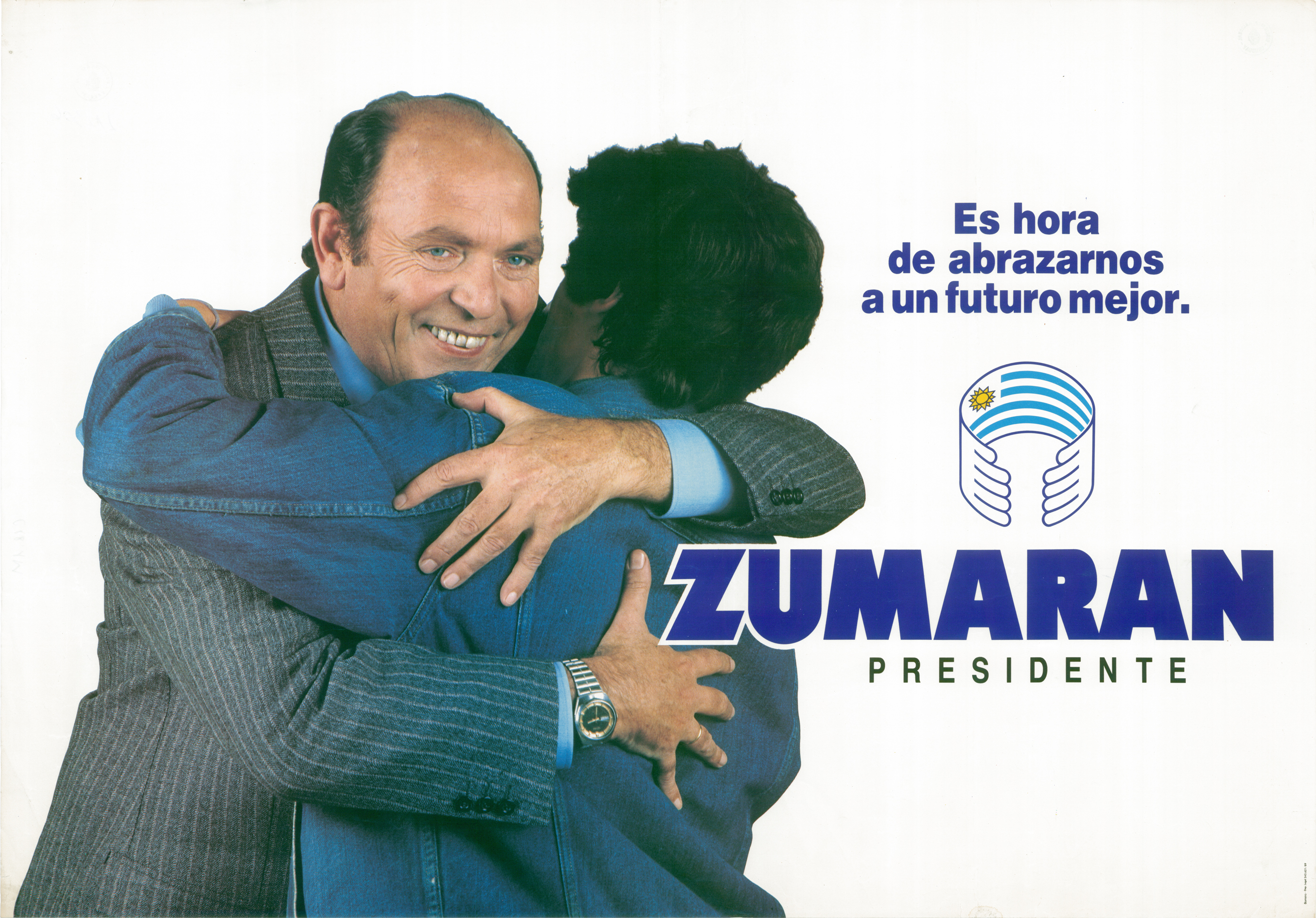
Propaganda de la campaña presidencial de Zumarán en 1984.

Perteneciente al Partido Nacional, en 1984 fue postulado como candidato a la Presidencia de la República por el Movimiento Por la Patria, sector liderado por Wilson Ferreira Aldunate, por entonces proscripto y detenido. Fue acompañado en la fórmula presidencial por Gonzalo Aguirre. Fue elegido senador en aquellas elecciones, banca que ocupó entre 1985 y 1990.
Tras la muerte de Ferreira Aldunate en marzo de 1988, al año siguiente Zumarán fue de nuevo candidato a la Presidencia de la República, en fórmula compuesta con Guillermo García Costa. Si bien su partido triunfó, internamente fue derrotado por Luis Alberto Lacalle, quien fue así ungido presidente. 
Nuevamente senador entre 1990 y 1995, pretendió ejercer una actitud opositora a Lacalle, pero su peso político se fue diluyendo. Al final de ese período no volvió a ser candidato a la Presidencia, y abandonó los primeros planos de la actividad política, aunque siguió vinculado a ella. 
Posteriormente ocupó el cargo de miembro de la Comisión Administradora del Río de la Plata (CARP) desde 2001.
Apoyó las precandidaturas de Juan Andrés Ramírez en 1999 y de Jorge Larrañaga en 2004.